# Dimna zavesa
Dimna zavesa je večja količina dima, spuščenega za zmanjšanje ali popolno onemogočenje vidljivosti. Največ se uporablja v vojaške namene kot sredstvo prikrivanja (kamuflaža). Primeri uporabe so premiki vojakov ali vojaških vozil preko izpostavljenega in odprtega območja ali signaliziranje (v ta namen obstajajo dimne bombe z barvnim dimom).
Maskiranje s pomočjo dimne zavese ima tudi nekatere pomanjkljivosti:
- ob uporabi dimne zavese se vidljivost terena zmanjša in onemogoča pregled nad situacijo za vse (tako je neka vojaška enota »skrita« pred nasprotnikom, vendar tudi ne vidi nasprotnika); danes se ta problem zmanjšuje z uporabo infrardečih in termovizijskih naprav.
- učinkovitost dimne zavese je odvisna tudi od vetra, ki lahko hitro razpiha dim ali ga zanese v napačno smer.
- Dimna zavesa lahko razkrije prisotnost in pozicijo vojakov ali vojaške enote nasprotniku.